# Sony Xperia X

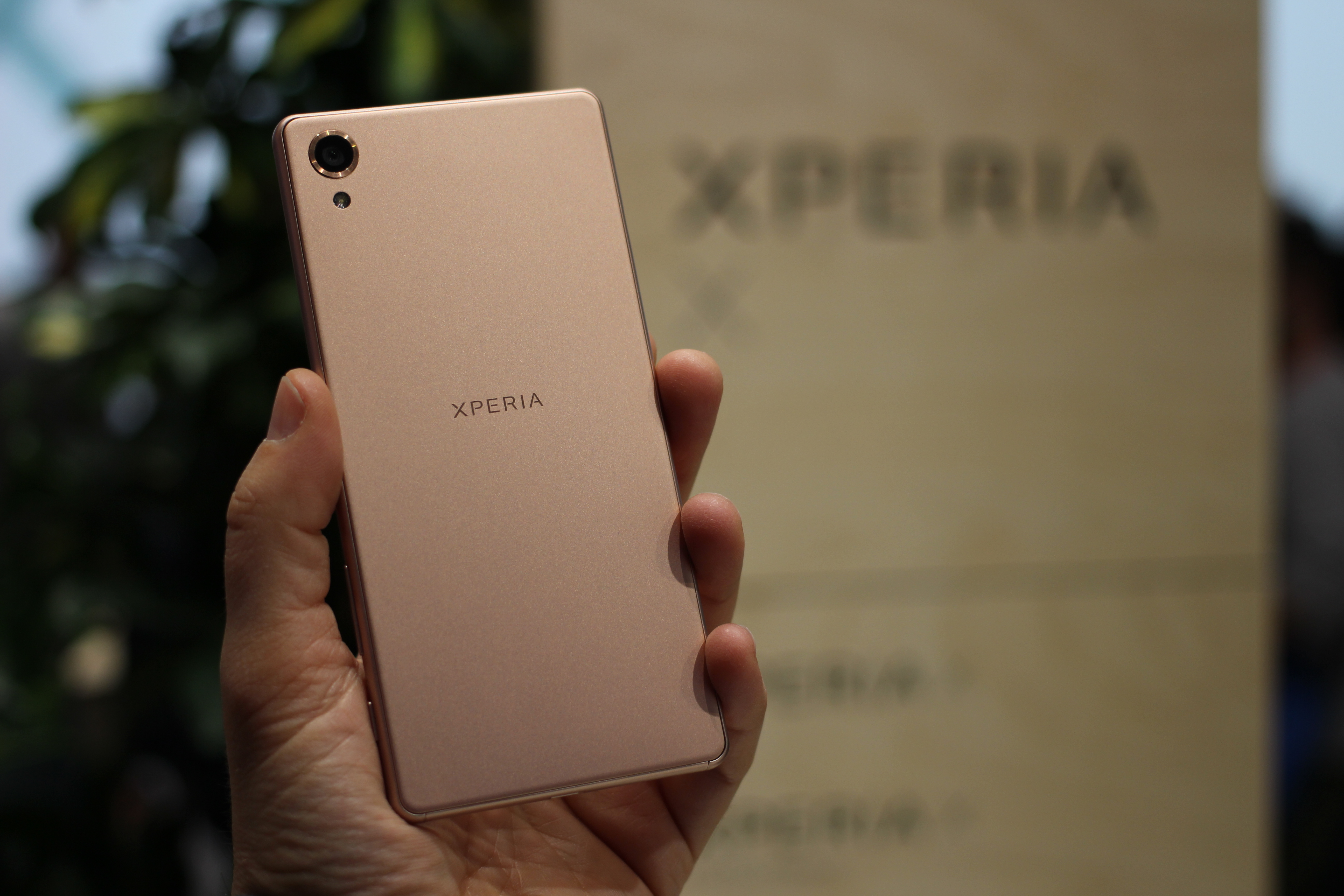
Retro di Sony Xperia X

Il Sony Xperia X è uno smartphone di Sony, presentato con l'Xperia X Performance e con l'Xperia XA il 22 febbraio 2016 al Mobile World Congress 2016.
All'Investor Day 2017, Sony annunciò di voler abbandonare i propri smartphone "Premium Standard" che comprendono Xperia X e X Compact, che, a differenza della fascia media (XA) e quella alta (XZ), non avranno successori.
Xperia X è presente anche nella versione X Compact, che si differenzia per lo schermo ridotto a un 4,6" HD 1280x720, fotocamera anteriore da 5 megapixel anziché 13, batteria aumentata a 2700 mAh.

## Caratteristiche tecniche

### Hardware
A livello hardware Xperia X è dotato di chipset Qualcomm Snapdragon 650 con CPU a 6 core (4 Cortex-A53 a 1,4 GHz e 2 Cortex-A72 a 1,8 GHz) e GPU Adreno 510, schermo 5" Full HD IPS LCD con tecnologia Triluminos e X-Reality Engine di Sony e memoria da 3 GB di RAM e 32 di memoria interna espandibili con microSD fino a 200 GB.
La fotocamera posteriore ha un sensore Exmor RS da 23 megapixel con obiettivo G Lens con apertura massima di f/2.0, messa a fuoco automatica ibrida intuitiva, video Full HD@30/60 fps, stabilizzatore video SteadyShot e avvio rapido. La fotocamera anteriore è una 13 megapixel con apertura massima f/2.0 e video Full HD.
Ha connettività 2G GSM, 3G HSPA, 4G LTE, Wi-Fi 802.11 a/b/g/n/ac, dual-band (con WiFi Direct, DLNA, hotspot), Bluetooth 4.2 (con A2DP, aptX e LE), GPS (con A-GPS e GLONASS), NFC, radio FM, microUSB 2.0.
L'audio ha la registrazione stereo e la tecnologia LDAC di Sony, la batteria è una 2620 mAh agli ioni di litio ed un sensore d'impronta digitale laterale posizionato nel tasto d'accensione.
Nel design, Xperia X è stato costruito con una parte posteriore in metallo levigato, bordi arrotondati ed è disponibile in 4 colorazioni (nero grafite, bianco, oro lime ed oro rosa).

### Software
Xperia X viene venduto con Android 6.0.1 Marshmellow, dal 19 dicembre 2016 ufficialmente aggiornabile a 7.0 Nougat. Dal 6 febbraio 2018 è disponibile l'aggiornamento a alla versione ufficiale di Android 8.0 Oreo. Inoltre per l'Xperia X è disponibile una versione ufficiale di Sailfish OS denominata Sailfish X, scaricabile dal sito Jolla. Sempre per Sony, Jolla ha aggiunto, nel 2018, il supporto a Xperia XA2 e, nel 2019, quello a Xperia 10.

## Confronto
Confronto delle versioni X, X Dual Sim e X Compact:
| Versione                        | Bande | Schermo               | Note   |
| ------------------------------- | --- | --------------------- | ------ |
| F5121                           | GSM GPRS/EDGE 850, 900, 1800, 1900 MHz UMTS HSPA+ 800 (Banda VI), 800 (Banda XIX), 850 (Banda V), 900 (Banda VIII), 1700 (Banda IV), 1900 (Banda II), 2100 (Banda I) MHz LTE (Bande 1,2,3,4,5,7,8,12,17,19,20,26,28,38,39,40,41) | 5" Full HD, 1080x1920 | [ 9 ]  |
| F5122 (dual SIM)                | GSM GPRS/EDGE 850, 900, 1800, 1900 MHz UMTS HSPA+ 800 (Banda VI), 800 (Banda XIX), 850 (Banda V), 900 (Banda VIII), 1700 (Banda IV), 1900 (Banda II), 2100 (Banda I) MHz LTE (Bande 1,2,3,4,5,7,8,12,17,19,20,26,28,38,39,40,41) | 5" Full HD, 1080x1920 | [ 10 ] |
| F5321 (Compact, unica nano SIM) | GSM GPRS/EDGE 850, 900, 1800, 1900 MHz UMTS HSPA+ 800 (Banda VI), 850 (Banda V), 900 (Banda VIII), 1700 (Banda IV), 1900 (Banda II), 2100 (Banda I) MHz LTE (Bande 1,2,3,4,5,7,8,12,17,19,20,26,28,38,39,40,41)                  | 4.6" HD 720p          | [ 11 ] |